# Vauvillers (Alto Saona)
 Vauvillers  es una población y comuna francesa, situada en la región de Franco Condado, departamento de Alto Saona, en el distrito de Lure y cantón de Vauvillers.

## Demografía
| 621 | 672 | 724 | 761 | 752 | 801 |
| Para los censos de 1962 a 1999 la población legal corresponde a la población sin duplicidades (Fuente: INSEE [Consultar]) |     |     |     |     |     |